# Bibliothèque universitaire et d'État de Münster

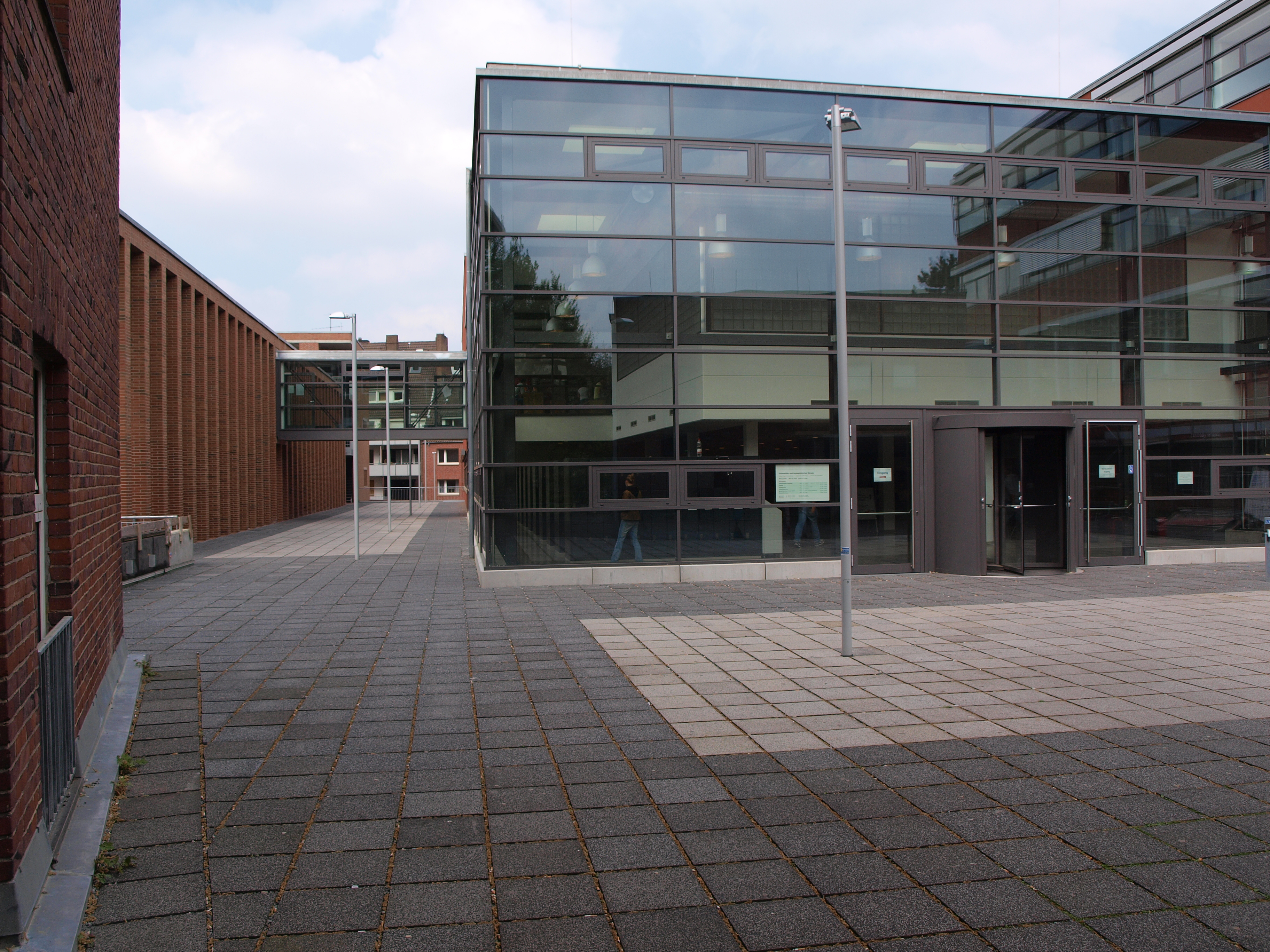
Zone d'entrée de l'ULB Münster (2009)

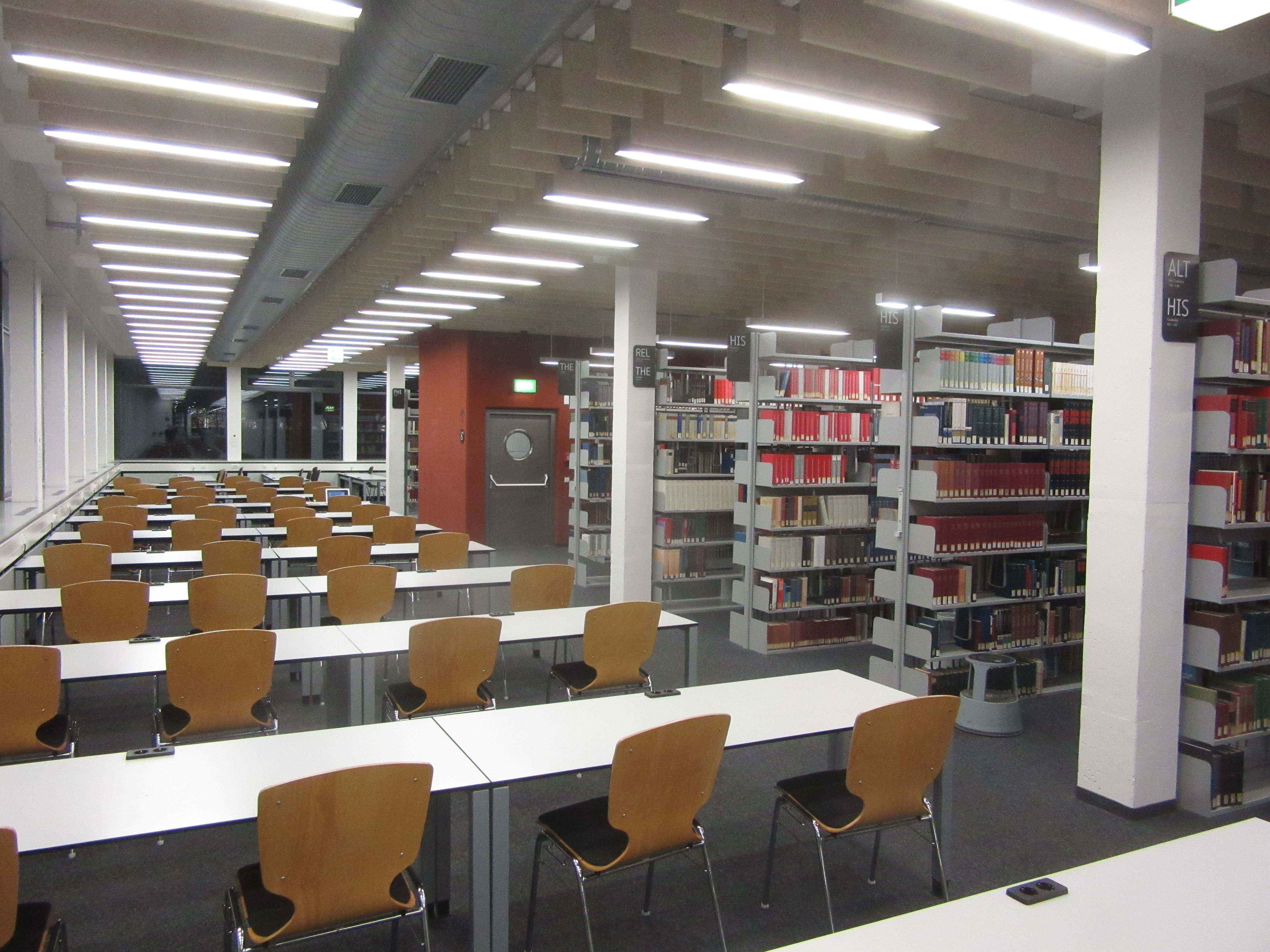
Salle de lecture au 1er étage étage supérieur (2015)

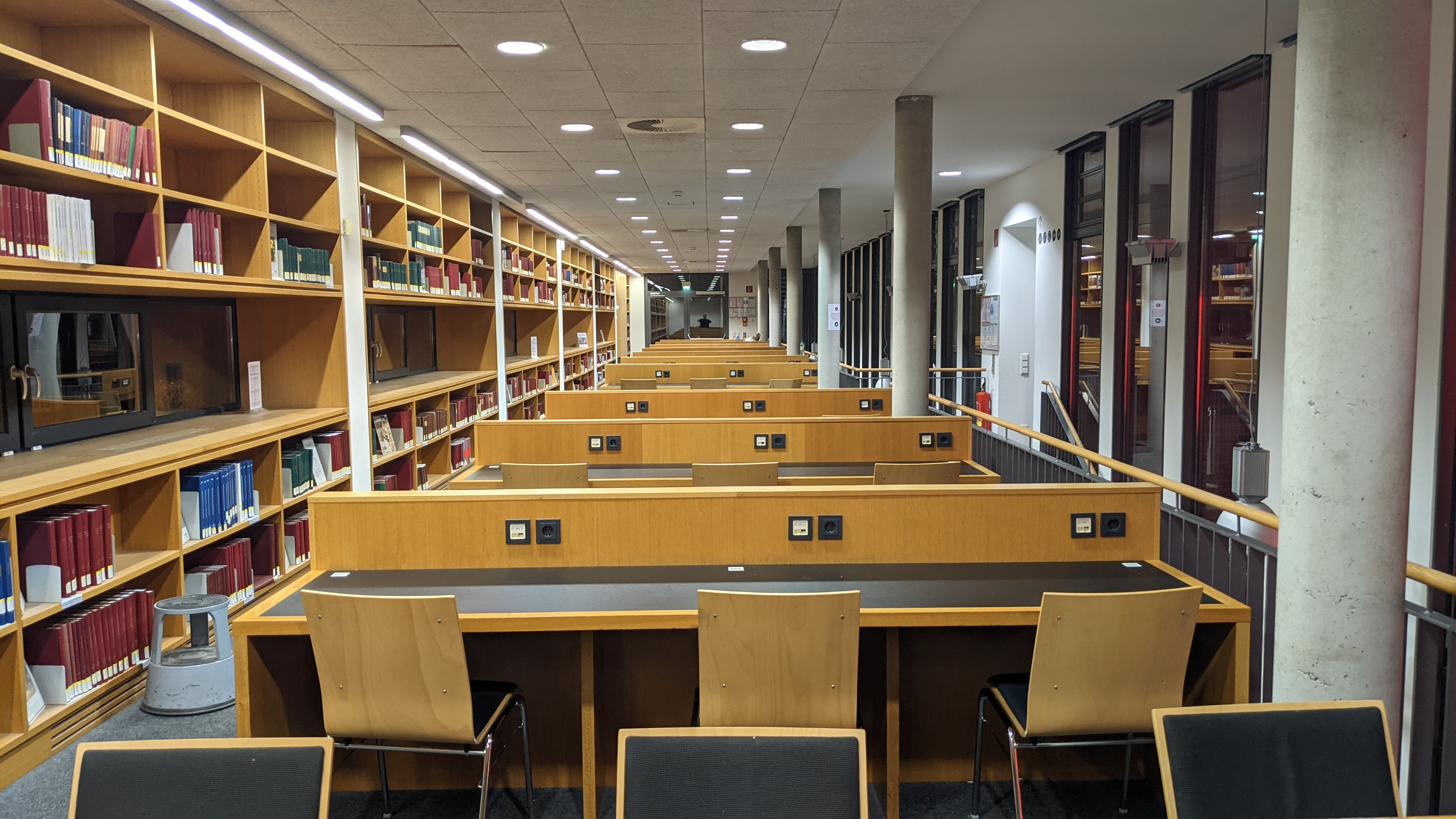
Salle de lecture Westfalica (2021)

La Bibliothèque universitaire et d'État de Münster (ULB Münster) est l'une des plus grandes bibliothèques de Rhénanie-du-Nord-Westphalie en tant que bibliothèque universitaire de l'Université westphalienne Guillaume de Münster et la bibliothèque régionale de l'État de Westphalie.

## Histoire
L'ULB Münster, comme l'ancienne Bibliotheca Paulina, remonte au Collège des Jésuites de Münster et à l'année 1588. Près de 200 ans plus tard, en 1780, l'université est fondée et ce qui était auparavant une bibliothèque collégiale devient une bibliothèque universitaire. L'université existe jusqu'en 1818, après quoi la bibliothèque est utilisée par une académie théologique et philosophique. L'université est rétablie en 1902 et quatre ans plus tard, la bibliothèque déménage dans un nouveau bâtiment à Bispinghof (de).
Le bâtiment est détruit pendant la Seconde Guerre mondiale et 60 % du stock de livres est détruit. En 1951, le bâtiment est reconstruit à l'ancien emplacement, où la bibliothèque est restée jusqu'en 1973. Cette année, un nouveau bâtiment est érigé sur Krummen Timpen, qui n'est qu'à une courte distance. Ce bâtiment est largement modernisé et agrandi de 2007 à 2009. La bibliothèque reçoit un troisième étage et le foyer est agrandi avec une façade en verre. De plus, la nouvelle salle de lecture Westfalica est créée, qui est reliée à la partie ancienne du bâtiment par un pont.
L'un des anciens directeurs de l'ULB Münster est Christoph Weber (de) (1946-1951).

## Inventaire
Le fonds de la bibliothèque comprend environ six millions de volumes de littérature académique, dont 2,5 millions sont détenus par l'ULB et 3,5 millions dans les 146 bibliothèques d'instituts et de départements de l'université. À cela s'ajoutent respectivement environ 20 000 revues et 8 000 revues actuelles.
En tant que bibliothèque d'État, l'ULB détient le droit de dépôt légal pour cette partie de l'État, depuis 1824 pour l'ancienne province prussienne de Westphalie, depuis 1966 pour les districts d'Arnsberg, Detmold et Münster.
Depuis 1978, la bibliothèque est également propriétaire de la collection Trunz-Prussica (de), qui fait partie de la collection spéciale de plus de 40 000 volumes sur les anciens territoires de l'Est allemands.
Dans le portail de recherche "disco", les fonds académiques de l'Université de Münster sont rassemblés à partir de différentes sources. Avec une seule requête de recherche, l'ensemble du contenu scientifique de la WWU peut être recherché. disco est l'acronyme de « digital index for scientific content ».

### Fonds historiques
Le fonds historique de manuscrits, de cartes anciennes et d'incunables comprend un demi-million d'objets. Le fonds d'incunables et d'estampes anciennes couvre la période de la fin du XVe au début du 19 Siècle. Le plus ancien livre imprimé "Breviarium secundum ordinem praedicatorum" date de 1476. Le portefeuille comprend des dons importants comme celui du médecin et érudit Alexander Haindorf (de) avec 2 700 ouvrages, dont des ouvrages médicaux aux riches illustrations comme l'ouvrage De humani corporis fabrica d'Andreas Vesalius. Une autre particularité est la collection sur la Seconde Guerre mondiale créée par le bibliothécaire et collectionneur d'art Hanns Heeren à partir de la Krieg und Kunst 1914–1918. Outre des livres et des journaux (journaux de guerre, horaires des camps), il contient également des affiches, des dépliants, des cartes, des calendriers, des lettres et des cartes postales et des examens artistiques des événements de la guerre.

### Collection de musique
Le département des manuscrits comprend également une collection musicale importante et précieuse. Il s'agit notamment de la collection de musique du prince de Bentheim à Burgsteinfurt (de), qui est prêtée depuis 1964. En 1966, la bibliothèque musicale princière de Bentheim-Tecklembourg à Rheda (de) est ajoutée à la collection en tant que prêt supplémentaire, et en 1991, la collection musicale de Nordkirchen (de) est acquise sur le marché des livres anciens pour la bibliothèque universitaire et d'État de Münster.